# Justicia antsingensis
Justicia antsingensis är en akantusväxtart som beskrevs av Raymond Benoist. Justicia antsingensis ingår i släktet Justicia och familjen akantusväxter. Inga underarter finns listade i Catalogue of Life.